# Fritillaria delavayi
Fritillaria delavayi är en liljeväxtart som beskrevs av Adrien René Franchet. Fritillaria delavayi ingår i Klockliljesläktet och i familjen liljeväxter. Inga underarter finns listade.